# Pawłowice (gemeente)
De gemeente Pawłowice is een landgemeente in woiwodschap Silezië, in powiat Pszczyński.

## Plaatsen
7 sołectwo:
- Golasowice
- Jarząbkowice
- Krzyżowice
- Pawłowice
- Pielgrzymowice
- Pniówek
- Warszowice

## Oppervlakte gegevens
In 2002 bedroeg de totale oppervlakte van gemeente Pawłowice 75,77 km², waarvan:
- agrarisch gebied: 71%
- bossen: 10%

De gemeente beslaat 16% van de totale oppervlakte van de powiat.

## Demografie
Stand op 31 grudnia 2005:
| Omschrijving                   | Totaal | Totaal | Vrouwen | Vrouwen | Mannen | Mannen |
| ------------------------------ | ------ | ------ | ------- | ------- | ------ | ------ |
| eenheid                        | aantal | %      | aantal  | %       | aantal | %      |
| inwoners                       | 17 671 | 100    | 8917    | 50,4    | 8754   | 49,6   |
| bevolkingsdichtheid (inw./km²) | 233,2  | 233,2  | 117,7   | 117,7   | 115,5  | 115,5  |

In 2002 bedroeg het gemiddelde inkomen per inwoner 2281,36 zł.

## Aangrenzende gemeenten
Jastrzębie-Zdrój, Pszczyna, Strumień, Suszec, Zebrzydowice, Żory